# エンチャント (ロックバンド)
エンチャント（英: Enchant）は、1989年に結成されたアメリカ合衆国のネオ・プログレッシブ・ロック・バンドである。その音楽は野心的な歌詞とメロディ、そして調和のとれた実験が特徴となっている。

## 略歴
エンチャントの起源は、バンドがメイデイ (Mae Dae)として知られていた1980年代の終わりにまでさかのぼる。1993年に彼らはアルバム『ブループリント・オブ・ザ・ワールド』を録音するためにスタジオに入った。これはポール・A・シュミットによってプロデュースされた。そのプロデュースに不満を持っていたバンドは、マリリオンのスティーヴ・ロザリーに、ダグラス・オットとポール・クラディックと共同プロデュースを手伝ってくれるよう呼びかけた。ロザリーはいくつかのギターを追加し、いくつかの曲をリミックスした。ドイツの小さなレーベル、ドリーム・サークルがこのアルバムの権利を確保していた。バンドは1993年にヨーロッパをツアーし、アルバムはその後、拡充されたブックレットと、ファースト・アルバムからのデモを含む2枚目のディスクを付けて再リリースされた。
アルバム『ウーンディド』（1996年）は、新しいファンを引き付けるのに役立った。アルバム『タイム・ロスト』（1997年）は、ドリーム・シアターとのツアーのためにリリースされた。4つの新曲と未発表曲を収録したものとなっている。アルバム『Break』（1998年）は、スポックス・ビアードや、後にマリリオンとのステージでライブ・プロモーションされた。これらのアルバムは彼らのファースト・アルバムからの旅立ちを示していた。
アルバム『Juggling 9 Or Dropping 10』は2000年にリリースされた。このアルバムの完成後、2人のバンド・メンバーが脱退した。アルバム『Blink of an Eye』と『タグ・オヴ・ウォー』は、シリアスなバンドとしてのバンドの地位を強化した。これらのアルバムは、スポックス・ビアードとカリフォルニア・ギター・トリオと一緒にドイツでツアーするためのバンドの道を開いた。1993年にまでさかのぼる20曲以上を収録したライブ・アルバム『Live at Last』は、2枚組CDと2枚組DVDのセットとしてリリースされた。
バンドは長い活動休止の後、2014年にリリースされた『ザ・グレイト・ディヴァイド』というタイトルのニュー・アルバムを録音した。

## メンバー
最新メンバー
- ダグラス・オット (Douglas Ott) – ギター、バック・ボーカル、ベース、キーボード (1989年– )、リード・ボーカル (1989年–1991年)
- テッド・レオナルド (Ted Leonard) – リード・ボーカル、ギター、ベース (1991年– )
- エド・プラット (Ed Platt) – ベース (1991年–1997年、2000年– )
- シーン・フラニガン (Sean Flanegan) – ドラム、パーカッション (2002年– )
- ビル・ジェンキンズ (Bill Jenkins) – キーボード (2003年– )

旧メンバー
- ポール・クラディック (Paul Craddick) – ドラム、キーボード、ベース、ギター (1989年–2002年)
- マイク・"ベニグナス"・ゲイマー (Mike "Benignus" Geimer) – キーボード (1989年–2000年)
- ブライアン・クライン (Brian Cline) – ベース、リード・ボーカル、バック・ボーカル (1989年–1991年)
- フィル・ベネット (Phil Bennett) – キーボード (2000年–2002年)

## ディスコグラフィ

### スタジオ・アルバム
- 『ブループリント・オブ・ザ・ワールド』 - A Blueprint of the World (1993年)
- 『ウーンディド』 - Wounded (1996年)
- 『タイム・ロスト』 - Time Lost (1997年)
- Break (1998年)
- Juggling 9 Or Dropping 10 (2000年)
- Blink of an Eye (2002年)
- 『タグ・オヴ・ウォー』 - Tug of War (2003年)
- 『ザ・グレイト・ディヴァイド』 - The Great Divide (2014年)

### ライブ・アルバム
- Live at Last (2004年)

### コンピレーション・アルバム
- Wounded & Time Lost (2002年)
- A Dream Imagined... (The Complete Collection 1993 - 2014) (2018年)

### 映像作品
- Live at Last (2004年)